# Ra'anana
Ra'anana (hebreiska: רעננה) är en ort i Israel.   Den ligger i distriktet Centrala distriktet, i den norra delen av landet. Ra'anana ligger 49 meter över havet och antalet invånare är 80 000.
Terrängen runt Ra'anana är platt. Runt Ra'anana är det mycket tätbefolkat, med 1 632 invånare per kvadratkilometer. Närmaste större samhälle är Tel Aviv, 14,4 km sydväst om Ra'anana. Trakten runt Ra'anana består till största delen av jordbruksmark.